# 康塞普申島 (塞舌爾)

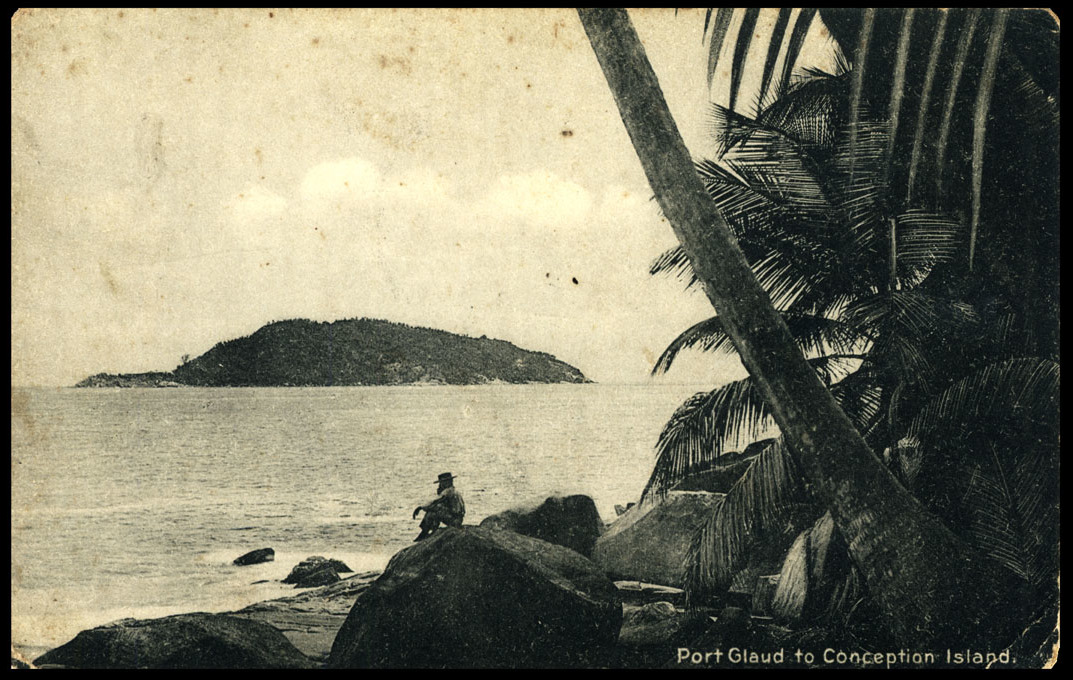
从格劳德港看到的康塞普申岛

康塞普申島（英語：Conception Island）是塞舌爾的島嶼，位於印度洋海域，距離馬埃島約2公里，由波特格勞德區負責管轄，長1.55公里、寬0.6公里，面積0.6平方公里，島上無人居住。

## 外部連結
- Aerial view of Conception

4°40′S 55°22′E / 4.667°S 55.367°E